# Павловський Федір Кирилович
Фе́дір Кири́лович Павло́вський (нар. 2 березня 1921 — пом. 6 жовтня 1943) — радянський військовик часів Другої світової війни, комсорг батальйону 1181-го стрілецького полку 356-ї стрілецької дивізії 89-го стрілецького корпусу 61-ї армії, лейтенант. Герой Радянського Союзу (1944).

## Життєпис
Народився 2 березня 1921 року в селі Соснівці, нині — Олександрівський район Кіровоградської області, в селянській родині. Українець. Закінчив восьмирічку й Черкаський сільськогосподарський технікум у 1940 році.
До лав РСЧА призваний Олександрівським РВК у 1940 році. Член ВКП(б) з 1940 року. Учасник німецько-радянської війни з червня 1941 року. Воював на Брянському і Центральному фронтах.
Особливо комсорг 2-го стрілецького батальйону 1181-го стрілецького полку 356-ї стрілецької дивізії лейтенант Ф. Павловський відзначився під час визволення території Білорусі. 6 жовтня 1943 року, виконуючи поставлене командуванням бойове завдання, на чолі десантної групи з чотирьох бійців човном форсував Дніпро. Діставшись правого берега стрімкою атакою вибив ворога з позицій і захопив пануючу висоту. Відбиваючи контраатаки супротивника, загинули всі бійці його групи і лейтенант Ф. Павловський залишився один. Самотужки відбивався до підходу підкріплення, знищивши загалом 65 солдатів і офіцерів супротивника. Того ж дня в наступному бою загинув на території Комаринського району Поліської області Білоруської РСР. Похований в селі Берізки того ж району. У 1949 році перепохований у братській могилі в міському поселенні Комарин Брагінського району Гомельської області Білорусі.

## Нагороди
Указом Президії Верховної Ради СРСР від 15 січня 1944 року за зразкове виконання бойових завдань командування на фронті боротьби з німецькими загарбниками та виявлені при цьому відвагу і героїзм, лейтенантові Павловському Федору Кириловичу присвоєне звання Героя Радянського Союзу (посмертно).
Був нагороджений орденом Леніна (15.01.1944) і медаллю «За відвагу» (13.08.1943).